# Mercedes (Honduras)
Mercedes è un comune dell'Honduras facente parte del dipartimento di Ocotepeque.
Il comune venne istituito l'11 novembre 1889 con parte del territorio del comune di San Marcos.